# Правительство Летта
Правительство Летта (итал. Governo Letta) — 62-е правительство Итальянской Республики, первое правительство, сформированное парламентом XVII-го созыва по итогам парламентских выборов 24-25 февраля 2013 года, приняло присягу 28 апреля 2013 года. Сменило правительство Марио Монти, ушедшее в отставку 21 декабря 2012 года, ушло в отставку 14 февраля 2014 года.

## Общие сведения
Правительство Италии (также именуется «кабинет» или «Совет министров», итал. Consiglio dei Ministri) — главный орган исполнительной власти Италии. Состоит из Председателя (то есть премьер-министра), министров и заместитель председателя (вице-премьера).
Президент Республики не является членом правительства, и поэтому не может стать членом Совета министров.

## Правящая коалиция
- Демократическая партия
- Гражданский выбор
- Союз Центра
- Новый правый центр (с 16 ноября 2013)
- Пополяры за Италию (с 10 декабря 2013)
- Народ свободы (до 16 ноября 2013)

## Состав правительства
Правительство возглавлял Энрико Летта. По состоянию на май 2013 года в правительство входил 21 министр, из которых восемь являлись министрами без портфеля .
| Министерство                                                                  | Министр                | Партийная принадлежность |
| ----------------------------------------------------------------------------- | ---------------------- | --- |
| Председатель (Премьер-министр)                                                | Энрико Летта           | Демократическая партия |
| Заместитель председателя                                                      | Анджелино Альфано      | Новый правый центр (до 16 ноября 2013 года представлял Народ свободы) |
| Статс-секретарь                                                               | Филиппо Патрони Гриффи | Независимый |
| Министры                                                                      |                        | |
| Министерство внутренних дел Италии                                            | Анджелино Альфано      | Новый правый центр (до 16 ноября 2013 года представлял Народ свободы) |
| Министерство иностранных дел Италии                                           | Эмма Бонино            | Итальянские радикалы |
| Министерство обороны Италии                                                   | Марио Мауро            | Пополяры за Италию (до ноября 2013 года представлял Гражданский выбор) |
| Министерство юстиции Италии                                                   | Аннамария Канчельери   | Независимый |
| Министерство экономики и финансов Италии                                      | Фабрицио Саккоманни    | Независимый |
| Министерство экономического развития Италии                                   | Флавио Дзанонато       | Демократическая партия |
| Министерство инфраструктуры и транспорта Италии                               | Маурицио Лупи          | Новый правый центр (до 16 ноября 2013 года представлял Народ свободы) |
| Министерство сельскохозяйственной, продовольственной и лесной политики Италии | Энрико Летта           | Демократическая партия (временно исполняющий обязанности с 27 января 2014 года). |
| Министерство сельскохозяйственной, продовольственной и лесной политики Италии | Нунция Де Джироламо    | Новый правый центр (до 16 ноября 2013 года представляла Народ свободы). Вышла из правительства 27 января 2014 года. |
| Министерство образования, университетов и исследований Италии                 | Мария Кьяра Карроцца   | Демократическая партия |
| Министерство труда и социальной политики Италии                               | Энрико Джованнини      | Независимый |
| Министерство окружающей среды и защиты суши и моря Италии                     | Андреа Орландо         | Демократическая партия |
| Министерство культурного наследия и культурной деятельности Италии            | Массимо Брай           | Демократическая партия |
| Министерство здравоохранения Италии                                           | Беатриче Лоренцин      | Новый правый центр (до 16 ноября 2013 года представляла Народ свободы) |
| Министры без портфеля                                                         |                        | |
| Министр по европейским делам                                                  | Энцо Моаверо Миланези  | Гражданский выбор |
| Министр по связм с парламентом                                                | Дарио Франческини      | Демократическая партия |
| Министр развития территорий                                                   | Карло Триджилья        | Демократическая партия |
| Министр по международному сотрудничеству и интеграции                         | Сесиль Киенге          | Демократическая партия |
| Министр по делам регионов и локальных автономий                               | Грациано Дельрио       | Демократическая партия |
| Министр государственного управления                                           | Джанпьеро Д'Алия       | Союз Центра |
| Mинистр по обеспечению равных возможностей, спорту и молодежной политике      | Йозефа Идем            | Демократическая партия. 24 июня 2013 года должность упразднена. Департамент региональной политики, туризма и спорта перешёл в ведение министра регионов и автономий Грациано Дельрио; Департамент по делам молодёжи и национальной гражданской службы — в ведение министра интеграции Сесиль Киенге, Департамент равных возможностей — заместителю министра труда и социальной политики Марии Чечилии Гуэрра. |
| Министр по вопросам конституционной реформы                                   | Гаэтано Квальярьелло   | Новый правый центр (до 16 ноября 2013 года представлял Народ свободы) |